# سيرينيا (جرندة)
بلدية سيرينيا (بالإسبانية: Seriñá) هي بلدية تقع في مقاطعة جرندة التابعة لمنطقة كتالونيا شمال شرق إسبانيا.

## الديموغرافيا
بلغ عدد سكان بلدية سيرينيا 1.117 نسمة عام 2011 (وفقاً للمعهد الوطني الإسباني للإحصاء).
| 776 | 822 | 878 | 998 | 1.084 | 1.095 | 1.117 |